# Castelo de Moret

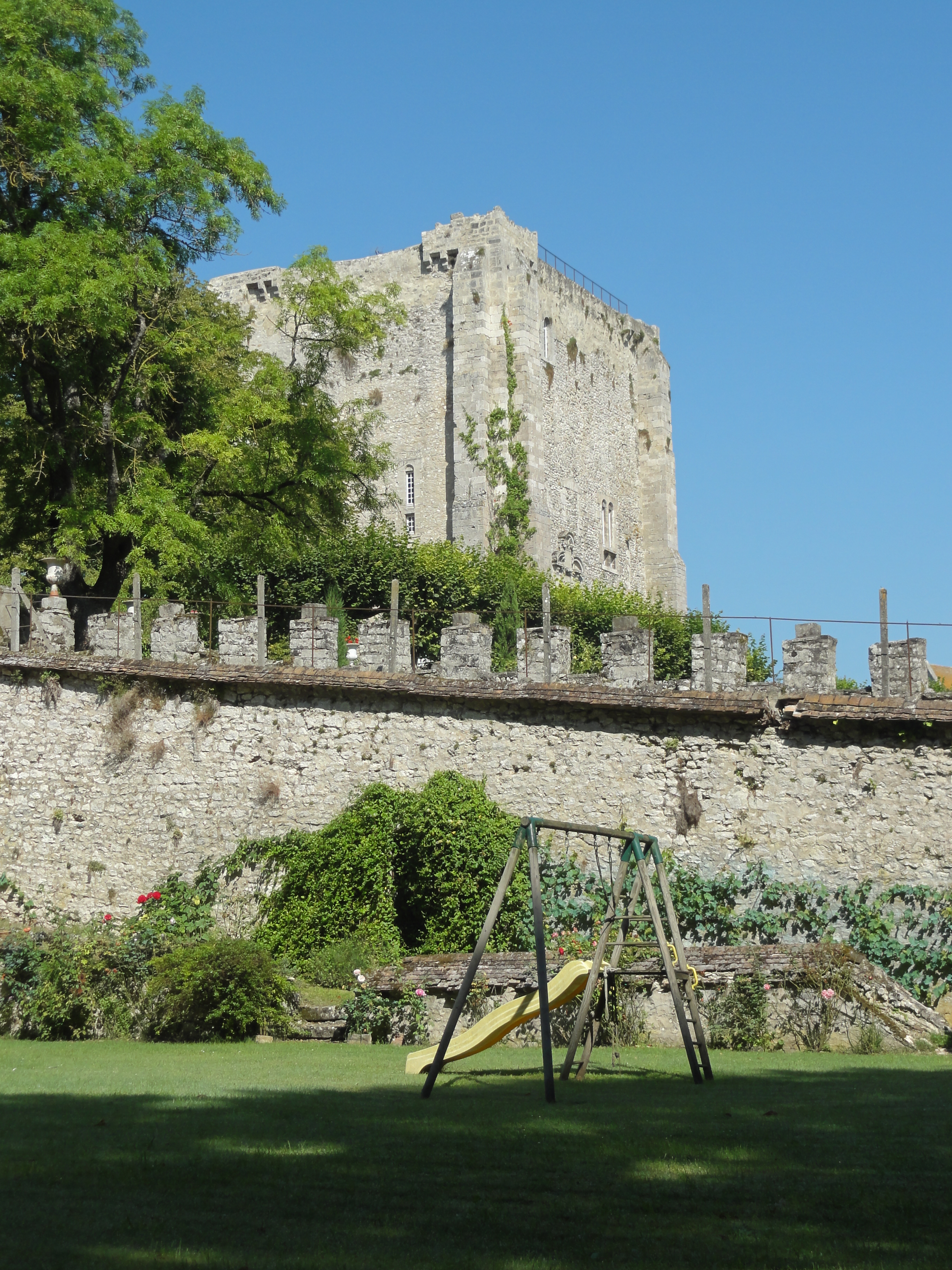
Château de Moret

O Château de Moret é um castelo na comuna de Moret-sur-Loing, em Seine-et-Marne, na França.
Originalmente construído no século XII , foi substancialmente alterado no século XVII .
Uma propriedade privada, está classificado desde 1926 como monumento histórico pelo Ministério da Cultura da França. Não é aberto ao publico.